# Bühne (Theater)

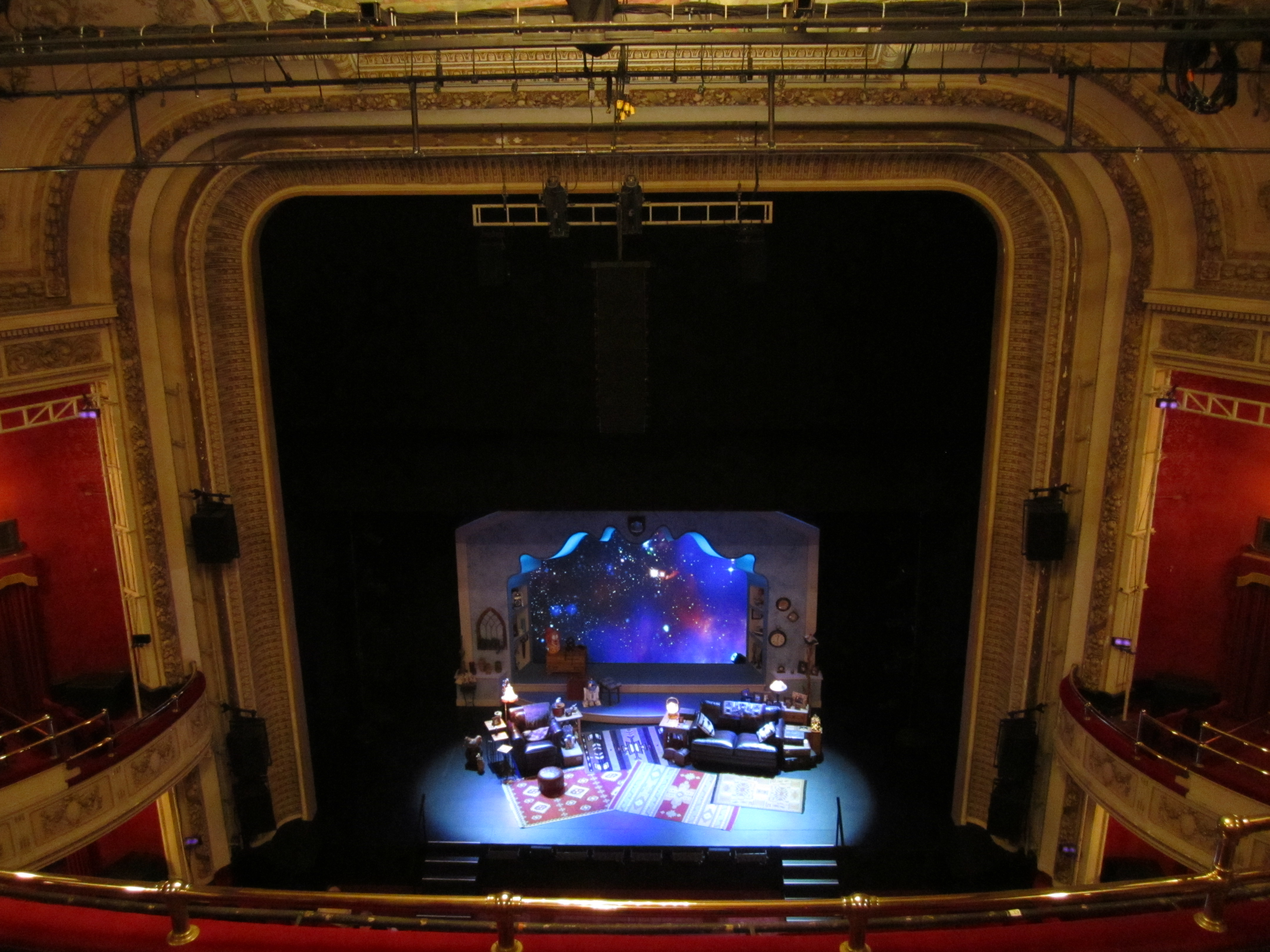
Blick auf die Bühne des Royal Alexandra Theatre, Toronto

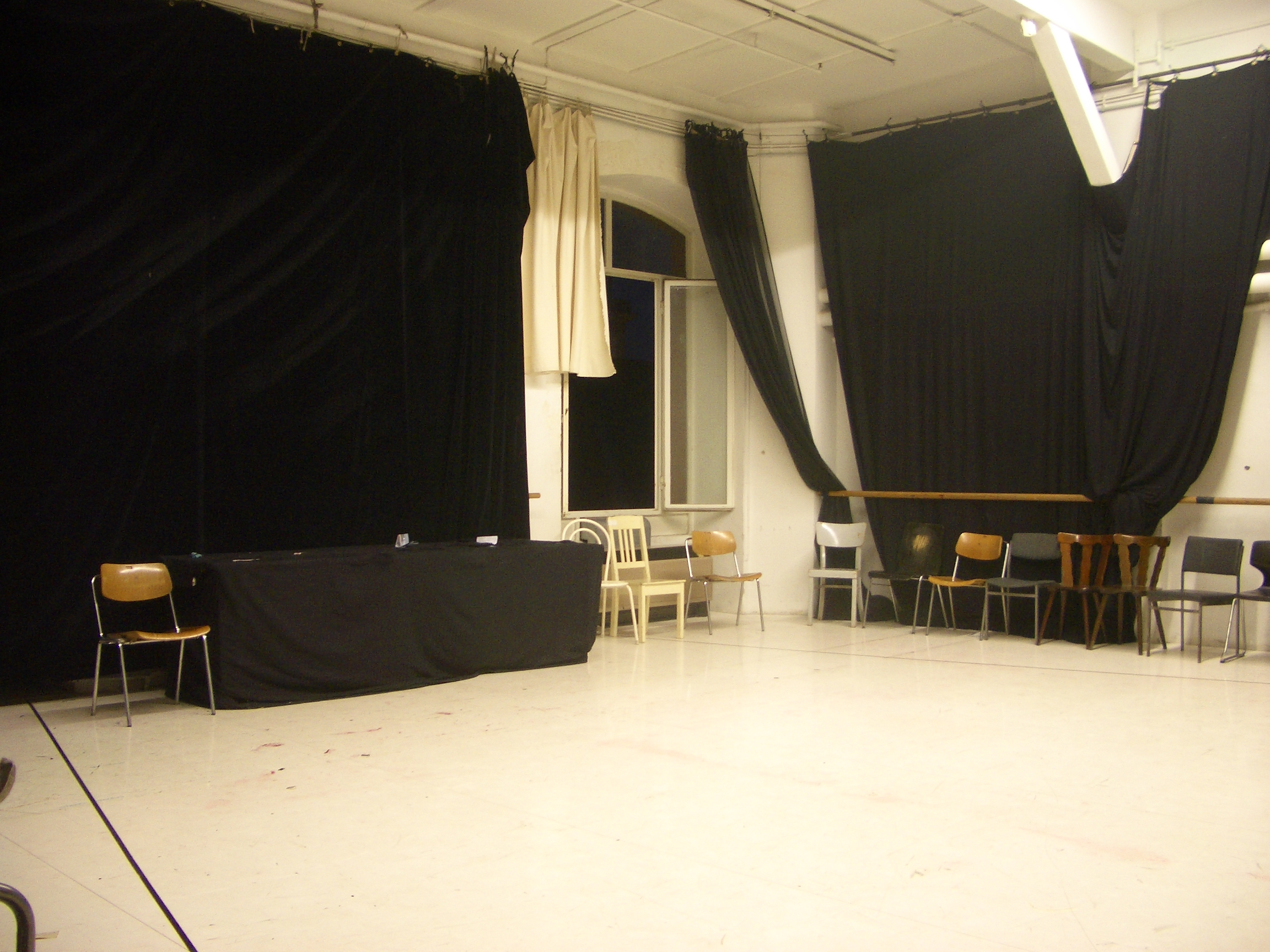
Probebühne im Theater Heidelberg

Die Bühne (auch Szene) ist der Ort, an dem sich eine Aufführung – zum Beispiel ein Konzert oder eine Theateraufführung – ereignet. Eine Redensart, die einem Gedicht von Friedrich Schiller entlehnt ist, bezeichnet die Bühne als „Bretter, die die Welt bedeuten“.

## Heutige Formen
In Versammlungsstätten mit Bühnenhaus ist die Bühne der hinter der Bühnenöffnung (Portal) liegende Raum mit der für die Zuschauer sichtbaren Szenenfläche. Zur Bühne insgesamt zählen die Vorbühne (vor dem Portal), die Hauptbühne und die Hinterbühne, die meist schon als Positions- und Stellfläche genutzten Seitenbühnen und technisch gesehen auch die Ober- und Unterbühnen.
Die einfachste Art Bühne ist ein Podest. Freilichtbühnen beherbergen ausschließlich Aufführungen in der warmen Jahreszeit. Daneben gab es Sommertheater mit geschlossener Bühne und offenem Zuschauerraum (wie die eine Hälfte des Berliner Victoria-Theaters). Im Unterschied zu den Wanderbühnen sind diese Bühnen ortsfest. Größere Theaterbetriebe haben auch sogenannte Probebühnen, die Darsteller und Sänger für ihre Proben innerhalb des Hauses benutzen. Die kleinste Bühne ist das Zimmertheater – abgesehen von den Bühnen beim Puppentheater oder beim Flohzirkus.
Heute werden oft auch Stadien, Sporthallen oder umgestaltete Fabrikgebäude als Großbühnen verwendet. Die moderne Veranstaltungstechnik kann temporäre Bühnen für verschiedenste Bedürfnisse aufbauen, etwa Festivalbühnen für Open-Air-Veranstaltungen.
Für das Geschehen hinter der Bühne ist der Ausdruck Backstage gebräuchlich.

## Geschichte

### Antike
Der erste Spielort des europäischen Theaters war der von Horaz überlieferten Sage nach der Thespiskarren. Auch die festen Theaterbauwerke der Griechischen Antike waren Freilichttheater. Die zentrale Spielfläche für den Chor wurde mit dem Wort Orchestra (ὀρχήστρα) bezeichnet. Den hinteren Abschluss bildete ein Gebäude namens Skene (σκηνή), oft mit einer dekorativen Haus- oder Tempelfront. Die Zuschauer saßen auf der Arena (halb-)kreisförmig in ansteigenden Sitzreihen davor.
Das römische Amphitheater war vollständig rund oder oval, diente jedoch eher zu Gladiatorenkämpfen als zu künstlerischen Darbietungen.

### Mittelalter
Das Spätmittelalter kannte kaum feste Bühnen. Geistliche Spiele wurden zunächst in der Kirche und später davor aufgeführt. Als die Städte die Trägerschaft für das mittelalterliche Theater übernahmen, wurden Marktplätze und andere öffentliche Orte bespielt.

### Renaissance
Seit der Renaissance entwickelten sich allmählich die Hoftheater aus den Festsälen der Residenzen. Mit den Fürsten begannen sich die Architekten für das Theater zu interessieren. Die humanistische Terenzbühne versuchte im 14. Jahrhundert, antike Traditionen zu beleben. Es entwickelte sich die Winkelrahmenbühne, die perspektivisch gestaltet war.
Wanderschauspieler spielten auf Wagenbühnen oder errichteten Schaubuden an gut besuchten öffentlichen Plätzen. Eines der größten dieser Theater war das 1599 eröffnete Globe Theatre in London. Die Vorbühne namens Apron Stage und die Aufbauten wurden in der Art einer Simultanbühne genutzt. Diese Bühnenform nennt man heute Shakespearebühne.

### Barock
Das Theater im Barockzeitalter benutzte perspektivisch gestaffelte, meist bemalte Kulissen, die dieser sogenannten Kulissenbühne scheinbar unendliche Tiefe gaben. Außerdem gehörten Soffitten als obere Begrenzung und ein Bühnenprospekt im Hintergrund, alles ebenfalls bemalt, zum Bühnenbild. An der vorderen Begrenzung der Bühne, die Rampe genannt wird, wurden Rampenlichter aufgestellt, um die Darsteller heller zu beleuchten als die Zuschauer. Eine komplizierte Bühnenmaschinerie gewährleistete zahlreiche Effekte, wie etwa Versenkungen im Bühnenboden oder Hebemaschinen. Das Orchester nahm bei Opernaufführungen vor der bespielten Bühne Platz, an der Stelle der antiken orchestra, die heute Parkett genannt wird. Der im Opernhaus übliche Orchestergraben, der die Musiker den Blicken der Zuschauer entzieht, setzte sich erst im 19. Jahrhundert durch.

### 19. Jahrhundert
Auf die barocke Kulissenbühne folgte die Guckkastenbühne, die statt der unendlichen Tiefe den Eindruck eines geschlossenen Raums machen soll. Auch diese Bühnenform ist zumeist noch in Gassen geteilt wie die Kulissenbühne, aber die Kulissen wurden zunehmend plastisch gestaltet, nicht bloß bemalt. In diesem Zusammenhang wurde eine unsichtbare „vierte Wand“ zum Zuschauerraum hin postuliert (siehe Naturalismus). Dadurch wurden die Verwandlungen erheblich aufwendiger, was eine große Anzahl von Bühnentechnikern erforderte. Die Erfindung der Drehbühne erlaubte es, Dekorationen ohne Umbau zu wechseln. Die Theaterbeleuchtung wurde heller und differenzierter, Gasbeleuchtung und elektrisches Licht lösten die Petroleumleuchten ab. – Die Guckkastenbühne ist bis heute das Prinzip der meisten größeren Theaterbauten.
Das Parkett vor der Bühne war bis zum 19. Jahrhundert noch ohne feste Bestuhlung, diente auch zu Tanzbällen und war in Zirkusgebäuden zur Manege umgestaltet. Der Zuschauerraum war in Ränge, Galerien oder Balkone auf mehreren Etagen eingeteilt. Viele Theater besitzen zwei bis vier Ränge. Außerdem gibt es die Logen, die vor allem zur gesellschaftlichen Repräsentation dienten und oft einen besseren Blick auf den übrigen Zuschauerraum als auf die Bühne boten. Der Herrscher an einem Residenztheater erhielt die zentrale Loge im Ersten Rang, welche die beste Sicht auf die Bühne und gleichzeitig die beste Sichtbarkeit durch das übrige Publikum garantierte.
Richard Wagner verwirklichte im Bayreuther Festspielhaus wiederum einen arenaförmigen Zuschauerraum ohne soziale Abstufungen im Publikum. Nach dem Zweiten Weltkrieg stieg wiederum die Tendenz zu einheitlich ansteigenden, muschelförmigen Zuschauerräumen mit weniger Rängen und Balkonen.

### 20. Jahrhundert
Im frühen 20. Jahrhundert wurde diese illusionistische Bühnenform von manchen Regisseuren und Bühnenbildnern als überholt betrachtet, es begannen Versuche, den Zuschauerraum in die szenische Konzeption einzubeziehen, was zu neuen Bühnenformen wie der Arenabühne und Raumkonzepten (Raumbühne) führte.
Die Performance-Kunst verzichtet auf konventionelle Bühnen, und auch zahlreiche Theaterveranstaltungen, so wie das Straßentheater, finden seit Ende des 20. Jahrhunderts wieder in der Öffentlichkeit außerhalb der Bühnen statt.

## Besondere Bühnen
Als Größte Bühne der Welt gilt die Bühne des Friedrichstadt-Palasts in Berlin. Mit einer versenkbaren und dreifach auswechselbaren Manege und 2854 m² bespielbarer Gesamtfläche, ist sie die größte Theaterbühne der Welt und weist zudem mit 24 Metern das breiteste Bühnenportal in Europa auf.

## Rechtliche Unterscheidungen
Früher wurden die verschiedenen Bühnengrößen in Klein-, Mittel- und Vollbühne unterteilt. Diese Unterscheidungen entfallen heute. Sie seien hier noch erwähnt, weil solche Bühnen bis heute rechtlich noch Bestandsschutz genießen.
- Eine Kleinbühne ist maximal 100 m² groß. Außerdem darf die Decke hinter dem Portal nicht höher als ein Meter über der Bühnenöffnung liegen. Eine Kleinbühne hat keine Seiten- oder Hinterbühnen. Eine zusätzliche Vorbühne ist zulässig. Sie benötigt keinen extra Brandabschluss.

- Eine Mittelbühne darf die Grundfläche von 150 m² nicht überschreiten. Allerdings darf sie zusätzlich noch max. 100 m² an Hinter- oder Seitenbühnen haben. Die Höhe der Decke oder die Höhe bis zur Unterkante des Schnürbodens darf maximal die doppelte Höhe der Bühnenöffnung (Portalhöhe) haben.

- Alles, was größer als eine Klein- oder Mittelbühne ist oder deren Anforderungen nicht erfüllt, ist eine Vollbühne oder auch Großbühne.

Heutzutage wird nur noch zwischen Großbühnen und Szenenflächen unterschieden.
Eine Großbühne hat ohne Vorbühne über 200 m² Grundfläche. Oder sie hat eine Unterbühne. Oder es besteht eine Oberbühne deren Höhe über der Bühnenöffnung (Proszeniumsöffnung) mehr als 2,5 m beträgt.
Alles andere gilt als Szenenfläche. Wobei Szeneflächen in Versammlungsräumen rechtlich geringere Anforderungen haben als Großbühnen.